# Arnaut

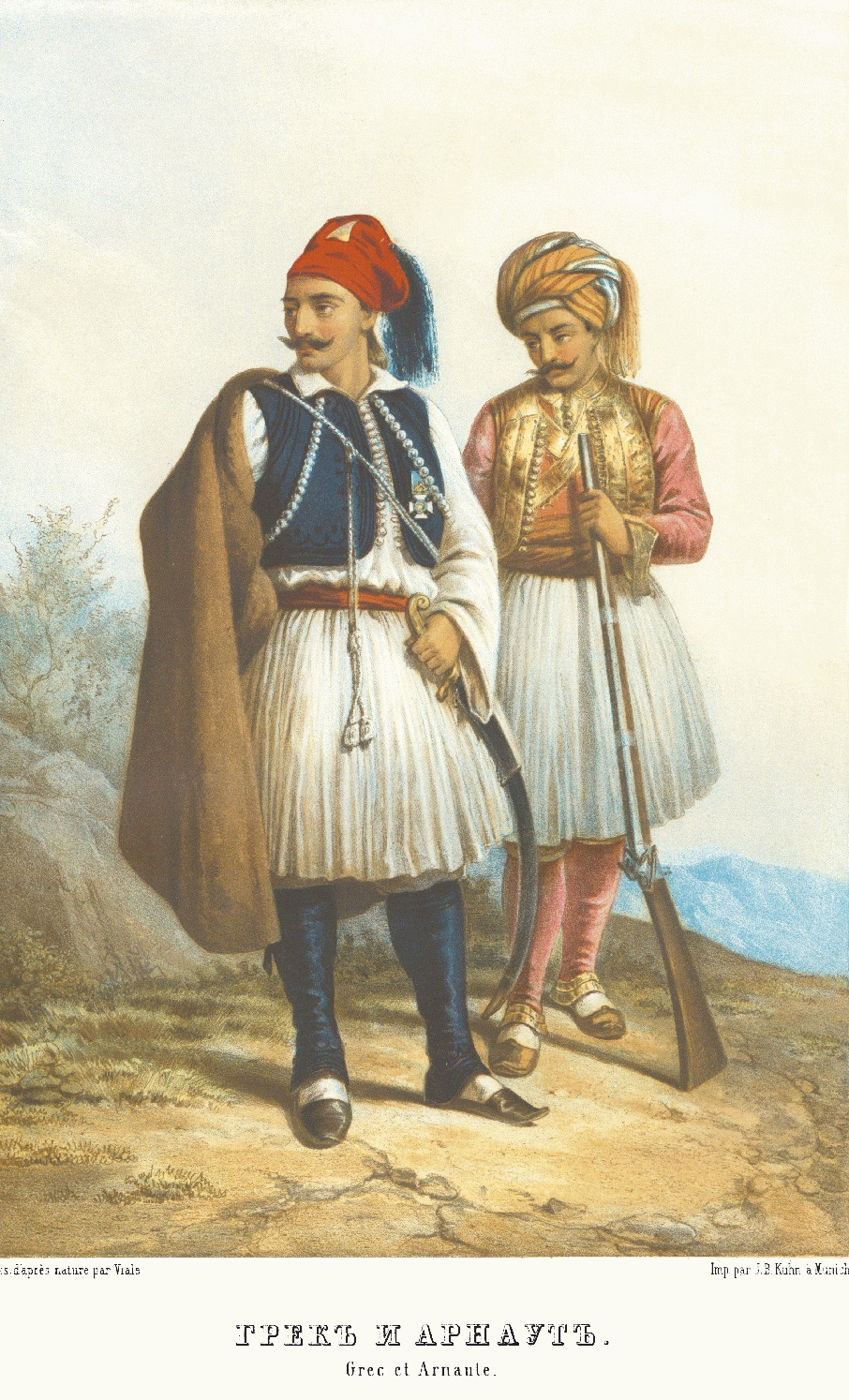
Um grego e um arnaut (á direita)

Arnaut (Em Turco Otomano: آرنائود) é um termo turco utilizado para designar os albaneses. Em turco moderno, o termo é usado como Arnavut (pl Arnavutlar.) e não deve ser confundido com o nome francês "Arnaud".
Atualmente esse termo turco é utilizado na península dos Balcãs, de onde parte sua origem e vem do termo grego Arvaniti que por sua vez é utilizado para designar os povos Arvanítes (grego: Αρβανίτες, Arvanitika: Arbëreshë ou Αρbε̰ρεσ̈ε̰).
Os Arvanites são um grupo étnico Grego com origem na Albânia que colonizaram a vizinha Grécia durante o final da Idade Média, entre os anos 1300 e 1600.
Acredita-se que saíram da Albânia em repúdio a islamização imposta pelo império otomano e foram o elemento dominante de algumas regiões do Peloponeso e Ática até o século XIX. Hoje se auto-identificam como gregos, como resultado de um longo processo de assimilação.
Porém, historicamente é uma palavra dotada de significados diferentes a depender do contexto, por exemplo, formações de mercenários do Império Otomano foram chamados Arnaut's, mas este era um termo genérico, visto que haviam guardiões que foram compostos por: Gregos, albaneses, sérvios e búlgaros, que eram contratados como guarda-costas.
No uso Turco-Otomano: آرنائود, foi utilizado para designar os albaneses. No turco moderno, o termo é utilizado como Arnavut (pl Arnavutlar.)
No uso servo-croata, a palavra Arnaut(in) similarmente foi utilizada com conotação pejorativa significando: "mal", "malicioso", "assassino"; usado como uma alcunha.
Por exemplo, uma família sérvia tem o sobrenome Arnautović com origem a partir de um ancestral que era um assassino e foi apelidado de "Arnautin".
Nos Principados do Danúbio foi também utilizado para designar várias unidades de mercenários.
Já na Ucrânia, os albaneses que viviam em Budjak e mais tarde também se instalaram no  litoral de Zaporizhia Oblast também são conhecidos como Arnauts. Inclusive na cidade de Odessa na Ucrânia tem duas ruas com esse nome: A "Rua Grande Arnaut" e a "Rua Pequeno Arnaut".
No Nordeste brasileiro raras pessoas tem o sobrenome Arnaut/Arnaud. Quem o tem geralmente é descendente do judeu Askenazi holandês Arnaud Florentz Boeyens Van Holand (nome aportuguesado: Arnaut de Hollanda, caligrafia atual: Arnaud de Holanda). Muitas vezes por conta da perseguição da igreja católica aos judeus na época da inquisição essas pessoas podem ter mudado seu sobrenome a exemplo da família nordestina "Olympio da Rocha" que antes se chamava "Correia Arnaut". Sabe-se que essas famílias guardam um parentesco com nordestinos que tem sobrenome Holanda/Hollanda (ou "de Holanda") que também descendem de "Arnaud de Holanda" e de outros holandeses que habitaram a região. Em outras partes do Brasil esse sobrenome tem origem em alcunha que chegou a Portugal no século XVI, através do inglês Guilherme Arnaut, um cavaleiro de prestígio, cuja descendência chegou em parte ao Brasil. Teria emigrado para Portugal, integrando a comitiva da casa de Lencastre, que daria o apoio à rainha de Portugal, a britânica D. Filipa Lencastre. O apelido Arnaut poderá ter sofrido uma evolução no tempo, pois outrora deveria ser designado de Harnhalt e teria raíz flamenco/germânico.

## Sobrenomes derivados de Arnaut
- Arnautski (Povos Eslavos)
- de Arnaut (português)
- Arnautović e Arnautić (servo-croata)
- Arnaudov (macedônio)
- Arnaoutis (grego)
- "Arnautov" ou "Arnaudov" (búlgaro)
- Arnăutu (romeno)
- al-Arnaut ( em árabe: ارناؤوطي, ارناؤوط, ارناوطي )
- Harnhalt (flamenco/germânico)